# Naomi Watts
Naomi Ellen Watts (Shoreham, Egyesült Királyság, 1968. szeptember 28. –) Oscar-, BAFTA- és Golden Globe-díjra jelölt brit színésznő, filmproducer.

## Élete és pályafutása
Az angliai Shoreham-by-Sea-ben született, de anyjával Ausztráliába utazott 1982-ben, apja halála után. Keresztapja David Gilmour, a Pink Floyd gitárosa. Nicole Kidmannel tanult színészetet Sydneyben.
Először televíziós reklámokban jelent meg, 1986-ban debütált színészként a Love Alone című ausztrál filmdrámában. 1991-ben fontosabb szerepei voltak az Otthonunk című sorozatban és a Flört című filmben. Miután az Amerikai Egyesült Államokba költözött, kisebb költségvetésű filmekben tűnt fel. Első sikerét az 1995-ös Tank Girl című filmmel érte el, Jet Girl szerepében. 2001-ben David Lynch Mulholland Drive – A sötétség útja című lélektani thrillere meghozta számára a szakmai elismerést és áttörést. 2002-ben játszott A kör című horrorfilmben, egy évvel később a 21 gramm női főszereplőjeként Oscarra jelölték. Kritikailag elismert alakításokat nyújtott a Multik haza! (2004), a King Kong (2005), az Eastern Promises – Gyilkos ígéretek (2007) és A bűn árfolyama (2009) című filmekben.
A 2012-ben bemutatott A lehetetlen újabb Oscar-jelölést hozott számára. A 2010-es években látható volt a Birdman avagy (A mellőzés meglepő ereje) (2014), a St. Vincent (2014), A 40 az új 20 (2014), A beavatott-sorozat: A lázadó (2015), A beavatott-sorozat: A hűséges (2016) és Az üvegpalota (2017) című filmekben, továbbá a Twin Peaks (2017) és A legharsányabb hang (2019) című sorozatokban.

## Filmográfia

### Film
| Év   | Magyar cím                               | Eredeti cím                                     | Szerep                           | Magyar hang         |
| ---- | ---------------------------------------- | ----------------------------------------------- | -------------------------------- | ------------------- |
| 1986 |                                          | For Love Alone                                  | Leo barátnője                    |                     |
| 1991 | Flört                                    | Flirting                                        | Janet Odgers                     |                     |
| 1993 | Matiné                                   | Matinee                                         | filmsztár                        |                     |
| 1993 | Széles Sargasso-tenger                   | Wide Sargasso Sea                               | Fanny Grey                       |                     |
| 1993 |                                          | Gross Misconduct                                | Jennifer Carter                  |                     |
| 1993 | Törvényes gazemberek                     | The Custodian                                   | Louise                           |                     |
| 1995 | Tank Girl                                | Tank Girl                                       | Jet Girl                         | Györgyi Anna        |
| 1996 | A kukorica gyermekei 4. – A gyűlés       | Children of the Corn IV: The Gathering          | Grace Rhodes                     | Varga Zsuzsanna     |
| 1996 | Bűnösök és áldozatok                     | Persons Unknown                                 | Molly L. Chenoweth               |                     |
| 1997 |                                          | Under the Lighthouse Dancing                    | Louise                           |                     |
| 1998 |                                          | A House Divided (rövidfilm)                     | Amanda                           |                     |
| 1998 | A velencei kurtizán                      | Dangerous Beauty                                | Giulia De Lezze                  | Kiss Virág Magdolna |
| 1998 | Babe 2. – Kismalac a nagyvárosban        | Babe: Pig in the City                           | egyéb hangok                     |                     |
| 1999 |                                          | Strange Planet                                  | Alice                            |                     |
| 2001 |                                          | Never Date an Actress (rövidfilm)               | felszínes barátnő                |                     |
| 2001 |                                          | Ellie Parker (rövidfilm)                        | Ellie Parker                     |                     |
| 2001 | Gyilkos felvonó                          | Down                                            | Jennifer Evans                   | Madarász Éva        |
| 2001 | Mulholland Drive – A sötétség útja       | Mulholland Drive                                | Betty Elms / Diane Selwyn        | Kisfalvi Krisztina  |
| 2001 | Mulholland Drive – A sötétség útja       | Mulholland Drive                                | Betty Elms / Diane Selwyn        | Zsigmond Tamara     |
| 2002 |                                          | Rabbits (rövidfilm)                             | Susie                            |                     |
| 2002 | A kör                                    | The Ring                                        | Rachel Keller                    | Haumann Petra       |
| 2002 | Sírhely kilátással                       | Plots with a View                               | Meredith Mainwaring              | Kiss Virág Magdolna |
| 2003 | Ned Kelly – A törvényen kívüli           | Ned Kelly                                       | Julia Cook                       | Urbán Andrea        |
| 2003 | Válás francia módra                      | Le Divorce                                      | Roxeanne de Persand              | Szávai Viktória     |
| 2003 | 21 gramm                                 | 21 Grams                                        | Cristina Peck                    | Nagy-Kálózy Eszter  |
| 2004 | Se barátság, se szerelem                 | We Don't Live Here Anymore                      | Edith Evans                      | Solecki Janka       |
| 2004 | Se barátság, se szerelem                 | We Don't Live Here Anymore                      | Edith Evans                      | Roatis Andrea       |
| 2004 | A Richard Nixon-merénylet                | The Assassination of Richard Nixon              | Marie Andersen Bicke             | Létay Dóra          |
| 2004 | Multik haza!                             | I Heart Huckabees                               | Dawn Campbell                    | Létay Dóra          |
| 2005 |                                          | Ellie Parker                                    | Ellie Parker                     |                     |
| 2005 | A kör 2.                                 | The Ring Two                                    | Rachel Keller                    | Haumann Petra       |
| 2005 | Maradj!                                  | Stay                                            | Lila Culpepper                   | Ruttkay Laura       |
| 2005 | King Kong                                | King Kong                                       | Ann Darrow                       | Gubás Gabi          |
| 2006 | Inland Empire                            | Inland Empire                                   | Susie                            |                     |
| 2006 | Színes fátyol                            | The Painted Veil                                | Kitty Fane                       | Kovács Patrícia     |
| 2007 | Eastern Promises – Gyilkos ígéretek      | Eastern Promises                                | Anna Khitrova                    | Kisfalvi Krisztina  |
| 2007 |                                          | Funny Games                                     | Ann Farber                       |                     |
| 2009 | A bűn árfolyama                          | The International                               | Eleanor Whitman                  |                     |
| 2009 |                                          | Mother and Child                                | Elizabeth                        |                     |
| 2010 | Férfit látok álmaidban                   | You Will Meet a Tall Dark Stranger              | Sally                            | Kisfalvi Krisztina  |
| 2010 | Államtrükkök                             | Fair Game                                       | Valerie Plame                    | Létay Dóra          |
| 2011 | Álmok otthona                            | Dream House                                     | Ann Patterson                    | Kisfalvi Krisztina  |
| 2011 | J. Edgar – Az FBI embere                 | J. Edgar                                        | Helen Gandy                      | Ruttkay Laura       |
| 2012 | A lehetetlen                             | The Impossible                                  | Maria Bennett                    | Kisfalvi Krisztina  |
| 2013 | Movie 43: Botrányfilm                    | Movie 43                                        | Samantha (Magántanulók-szegmens) | Solecki Janka       |
| 2013 |                                          | Adoration                                       | Lil                              |                     |
| 2013 |                                          | Sunlight Jr.                                    | Melissa                          |                     |
| 2013 | Diana                                    | Diana                                           | Diána                            | Létay Dóra          |
| 2013 |                                          | The Last Impresario (dokumentumfilm)            | önmaga                           |                     |
| 2014 | Birdman avagy (A mellőzés meglepő ereje) | Birdman or (The Unexpected Virtue of Ignorance) | Lesley Truman                    | Létay Dóra          |
| 2014 | St. Vincent                              | St. Vincent                                     | Daka                             | Kisfalvi Krisztina  |
| 2014 | A 40 az új 20                            | While We're Young                               | Cornelia Schrebnick              | Kisfalvi Krisztina  |
| 2015 | A beavatott-sorozat: A lázadó            | The Divergent Series: Insurgent                 | Evelyn Johnson-Eaton             | Kisfalvi Krisztina  |
| 2015 | A fák tengere                            | The Sea of Trees                                | Joan Brennan                     | Pálfi Kata          |
| 2015 | Darabokban                               | Demolition                                      | Karen Moreno                     | Kisfalvi Krisztina  |
| 2015 |                                          | 3 Generations                                   | Maggie                           |                     |
| 2016 | A beavatott-sorozat: A hűséges           | The Divergent Series: Allegiant                 | Evelyn Johnson-Eaton             | Kisfalvi Krisztina  |
| 2016 | Ütésálló                                 | Chuck                                           | Linda Wepner                     |                     |
| 2016 | Bezárva                                  | Shut In                                         | Mary Portman                     | Kisfalvi Krisztina  |
| 2017 | Henry könyve                             | The Book of Henry                               | Susan Carpenter                  | Haumann Petra       |
| 2017 | Az üvegpalota                            | The Glass Castle                                | Rose Mary Walls                  | Kisfalvi Krisztina  |
| 2018 |                                          | Ophelia                                         | Gertrude királyné / Mechthild    |                     |
| 2018 | Alelnök                                  | Vice                                            | Fox hírolvasó (cameo)            |                     |
| 2019 |                                          | Luce                                            | Amy Edgar                        |                     |
| 2019 |                                          | The Wolf Hour                                   | June Leigh                       |                     |
| 2020 |                                          | Penguin Bloom                                   | Sam Bloom                        |                     |
| 2021 | Boss Level – Játszd újra                 | Boss Level                                      | Jemma Wells                      | Létay Dóra          |
| 2021 | A kétségbeesés órája                     | The Desperate Hour                              | Amy Carr                         | Roatis Andrea       |
| 2021 |                                          | This Is the Night                               | Marie Dedea                      |                     |
| 2022 | Végtelen vihar                           | Infinite Storm                                  | Pam Bales                        | Kisfalvi Krisztina  |
| 2022 | Jó éjt, anyu!                            | Goodnight Mommy                                 | Anyu                             |                     |
| 2024 |                                          | The Friend                                      | Iris                             |                     |
| 2024 | Emmanuelle                               | Emmanuelle                                      | Margot Parson                    | Kisfalvi Krisztina  |

### Televízió
| Év        | Magyar cím                | Eredeti cím                     | Szerep            | Megjegyzések                                                  |
| --------- | ------------------------- | ------------------------------- | ----------------- | ------------------------------------------------------------- |
| 1990      |                           | Hey Dad..!                      | Belinda Lawrence  | 2 epizód                                                      |
| 1991      |                           | Brides of Christ                | Frances Heffernan | minisorozat (5 epizód)                                        |
| 1991      | Otthonunk                 | Home and Away                   | Julie Gibson      | 19 epizód                                                     |
| 1996      | A Bermuda háromszög titka | Secrets of the Bermuda Triangle | Amanda            | tévéfilm                                                      |
| 1996      |                           | Timepiece                       | Mary Chandler     | tévéfilm                                                      |
| 1997–1998 | Álomjárók                 | Sleepwalkers                    | Kate Russell      | 9 epizód                                                      |
| 1998      | Karácsonyi kívánság       | The Christmas Wish              | Renee             | - tévéfilm - magyar hangja: - Kecskés Karina                  |
| 1999      | Vadászat az egyszarvúra   | The Hunt for the Unicorn Killer | Holly Maddux      | tévéfilm                                                      |
| 2000      |                           | The Wyvern Mystery              | Alice Fairfield   | tévéfilm                                                      |
| 2002      | Kirekesztve               | The Outsider                    | Rebecca Yoder     | tévéfilm                                                      |
| 2011      | Szezám utca               | Sesame Street                   | önmaga            | 1 epizód                                                      |
| 2014      | BoJack Horseman           | BoJack Horseman                 | önmaga (hangja)   | 1 epizód                                                      |
| 2017      | Twin Peaks                | Twin Peaks                      | Janey-E Jones     | 10 epizód                                                     |
| 2017      |                           | Gypsy                           | Jean Holloway     | - főszereplő (10 epizód) - vezető producer                    |
| 2019      | A legharsányabb hang      | The Loudest Voice               | Gretchen Carlson  | főszereplő (7 epizód)                                         |
| 2019      |                           | Bloodmoon                       | ismeretlen szerep | - Trónok harca előzményfilm (próbaepizód) - nem került adásba |
| 2020      |                           | Secrets of the Zoo: Down Under  | narrátor (hangja) | 10 epizód                                                     |
| 2022–     | A megfigyelő              | The Watcher                     | Nora Brannock     | - főszereplő - magyar hangja: - Kisfalvi Krisztina            |
| 2024      | Viszály                   | Feud                            | Babe Paley        | - főszereplő - minisorozat                                    |
| 2025      | Túl sok                   | Too Much                        | Ann Ratigan       | - 1 epizód - magyar hangja: - Kiss Erika                      |

## Fordítás
- Ez a szócikk részben vagy egészben  a   Naomi Watts című angol Wikipédia-szócikk fordításán alapul.  Az eredeti cikk szerkesztőit annak laptörténete sorolja fel. Ez a jelzés csupán a megfogalmazás eredetét és a szerzői jogokat jelzi, nem szolgál a cikkben szereplő információk forrásmegjelöléseként.
- Ez a szócikk részben vagy egészben  a   Naomi Watts filmography című angol Wikipédia-szócikk fordításán alapul.  Az eredeti cikk szerkesztőit annak laptörténete sorolja fel. Ez a jelzés csupán a megfogalmazás eredetét és a szerzői jogokat jelzi, nem szolgál a cikkben szereplő információk forrásmegjelöléseként.